# Chapelle Notre-Dame de Montaigu (Villers-la-Ville)
La chapelle Notre-Dame de Montaigu est une chapelle de style classique qui fait partie du domaine des ruines de l'abbaye de Villers, dans la province du Brabant wallon en Belgique. 
Construite en 1615, la chapelle fut un centre de pèlerinage marial mais elle est aujourd'hui en ruines et n'est plus utilisée pour le culte. 

## Localisation
La chapelle se dresse sur la colline de la Garenne,,,, dans la partie orientale du site des ruines de l'abbaye de Villers, donc à l'est du chemin de fer.

## Historique
La chapelle a été bâtie en 1615-1616 par Robert Henrion, 49e abbé de l'abbaye de 1587 à 1620, qui redressa la situation économique de l'abbaye et fut également un bâtisseur à qui on doit non seulement la chapelle mais aussi la bibliothèque qui deviendra par la suite le dortoir des jeunes moines. 
Érigée pour abriter une statue en chêne de la Vierge Marie, reproduction de Notre-Dame de Montaigu, reçue de l'évêque d'Anvers, (statue qui se trouve actuellement dans l'église de Villers), la chapelle devint rapidement un lieu de pèlerinage attirant des malades atteints de fièvres diverses.
Elle fut rebâtie en 1720 par Jacques Hache, 61e abbé de Villers de 1716 à 1734,,, qui l'orna de sa devise.
La chapelle apparaît après cette reconstruction sur une gravure de Jan Baptist Berterham datée de 1726.

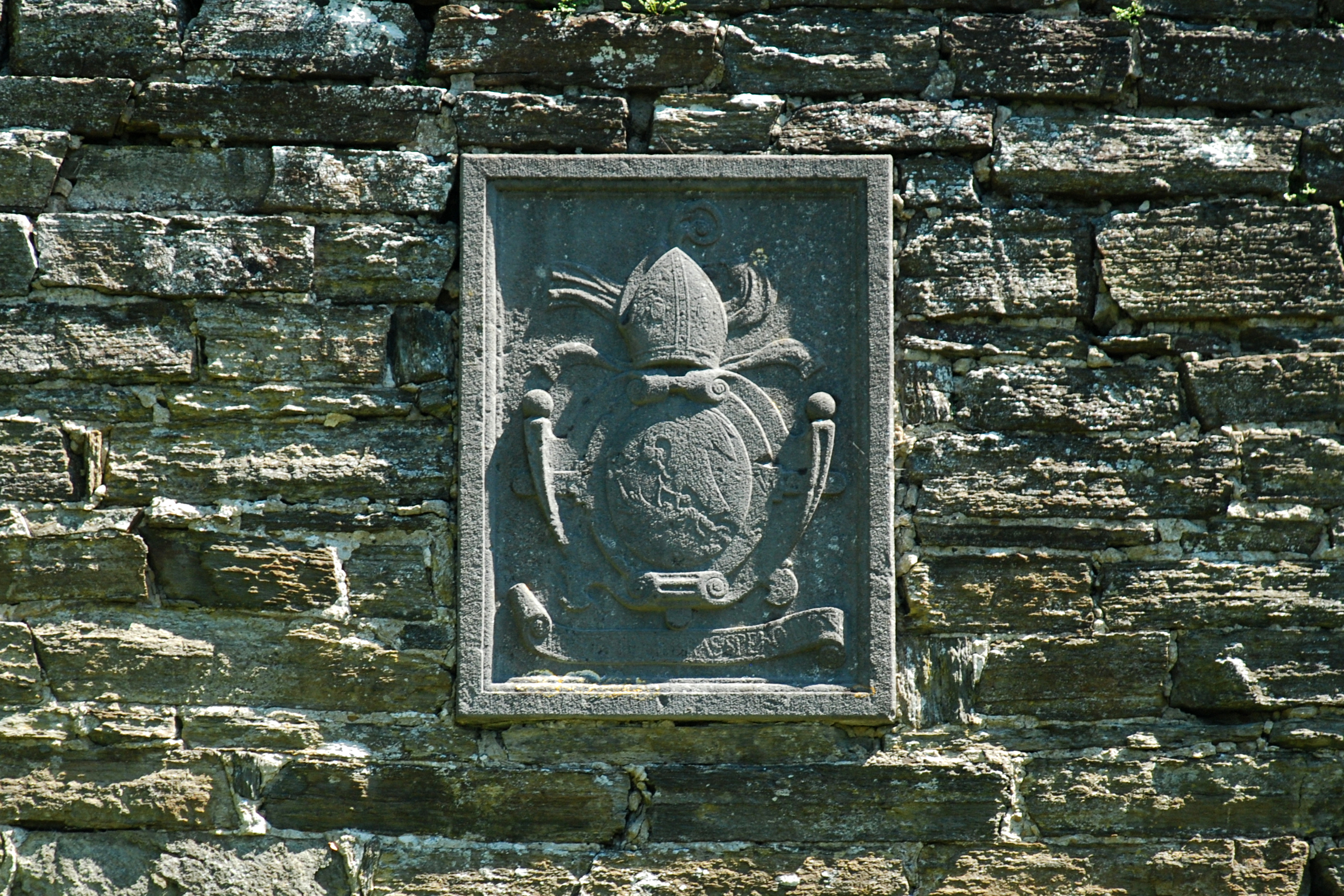
Les armoiries et la devise de l'abbé Jacques Hache : Post tenebras spero lucem.

## Architecture

### Les escaliers

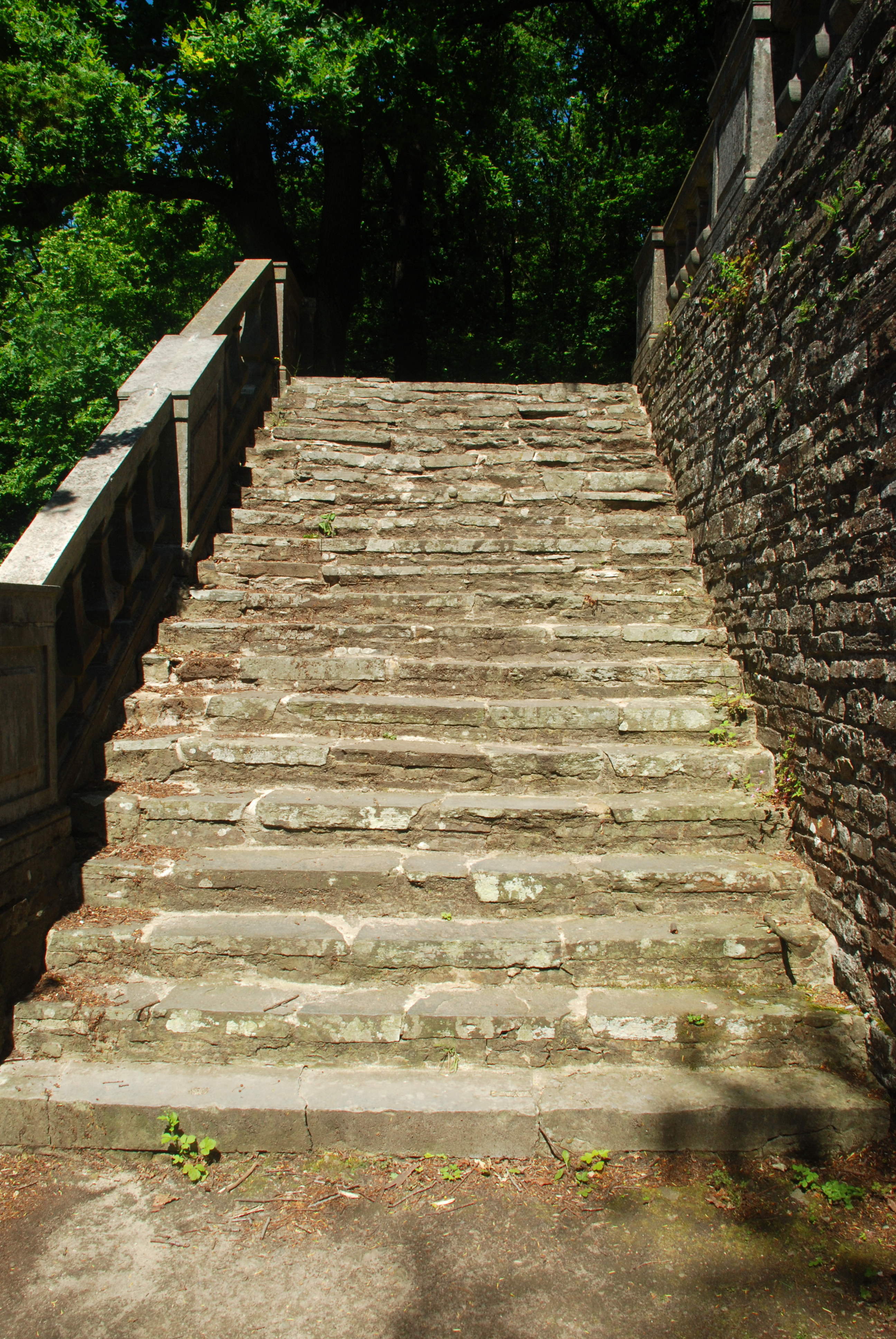
Escalier supérieur gauche.

La chapelle se dresse sur la « colline de la Garenne », qui doit son nom au fait que l'abbé Van Zeverdonck (45e abbé de 1524 à 1545) y avait établi une garenne (ou chasse gardée) qu'il peupla de mules sauvages.
On y accède depuis le jardin du palais abbatial édifié par l'abbé Jacque Hache en 1720-1721 par un large escalier de pierre flanqué de terrasses qui constituait une belle perspective avant que le site ne soit mutilé par la ligne de chemin de fer au XIXe siècle.
Cet escalier monumental, qui relie la partie centrale du palais abbatial à la chapelle Notre-Dame de Montaigu, comporte une cinquantaine de marches, réparties en trois volées, que les pèlerins gravissaient à genoux. Ce premier escalier arrive au pied d'un mur surmonté d'une balustrade de pierre et se divise, à droite et à gauche, en deux escaliers plus petits comportant chacun vingt marches.

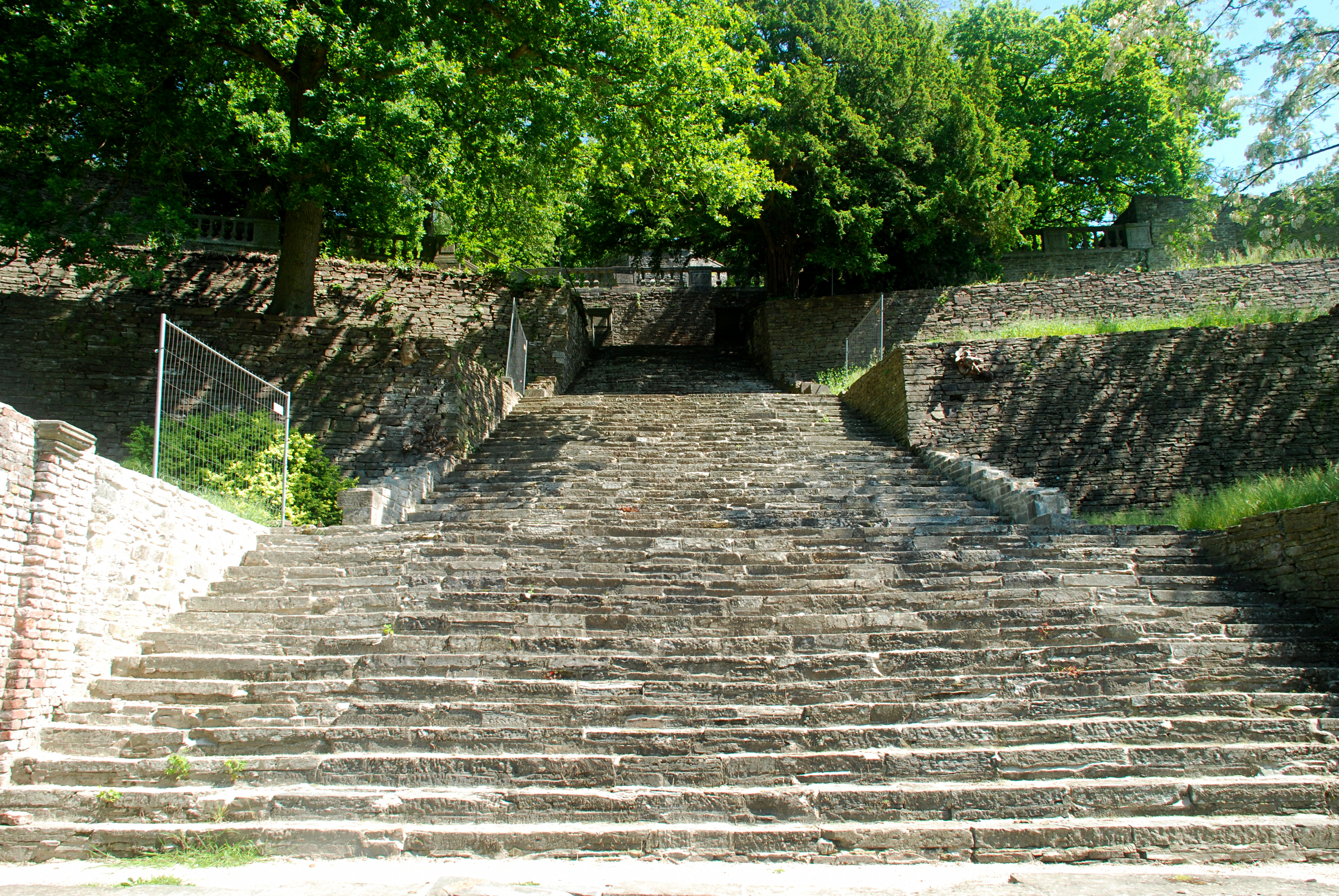
Le grand escalier.

### La chapelle
La chapelle est un petit édifice octogonal, aujourd'hui en ruines, construit en moellons de schiste, doté d'une soubassement en saillie d'environ un mètre de haut et orné de chaînages d'angle et d'une corniche en pierre bleue (petit granit). La corniche est le fruit d'une réfection moderne car elle n'apparaît pas sur les cartes postales anciennes.
Chacune des faces de la chapelle est percée d'une haute fenêtre cintrée à encadrement de pierre bleue, à l'exception de la façade occidentale, dirigée vers l'abbaye, qui est percée d'une porte dont les impostes font corps avec les harpes des chaînages d'angle et dont l'arc en plein cintre est surmonté d'un puissant larmier en forme de sourcil.
Cette porte est surmontée d'un bas-relief portant les armoiries et la devise de l'abbé Jacques Hache :
Post tenebras spero lucem.
Ce qui signifie Après les ténèbres, j'espère la lumière.
D'après la gravure de Berterham datée de 1726, la chapelle était jadis coiffée d'une toiture en cloche surmontée d'un clocheton.

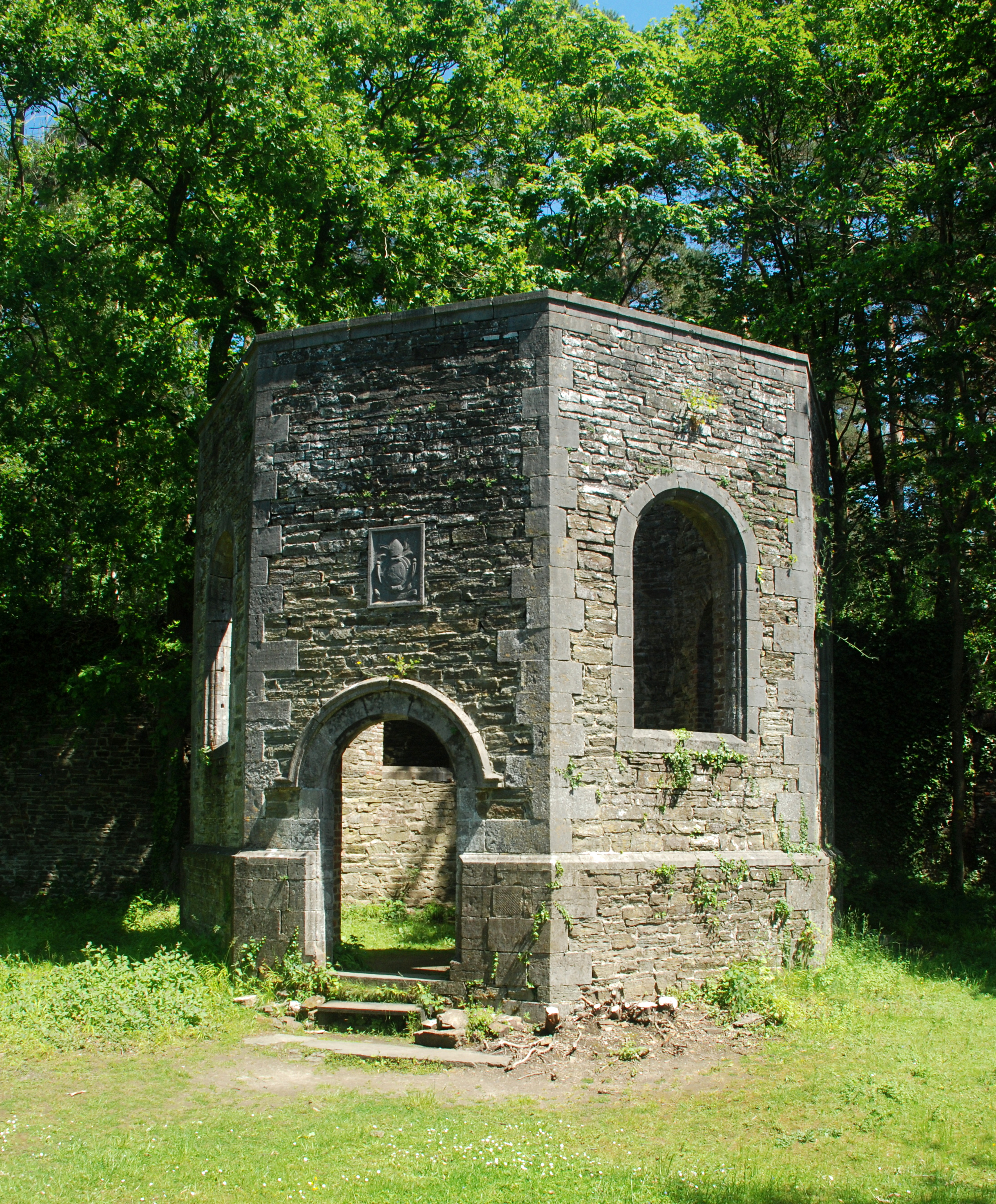
La façade occidentale.
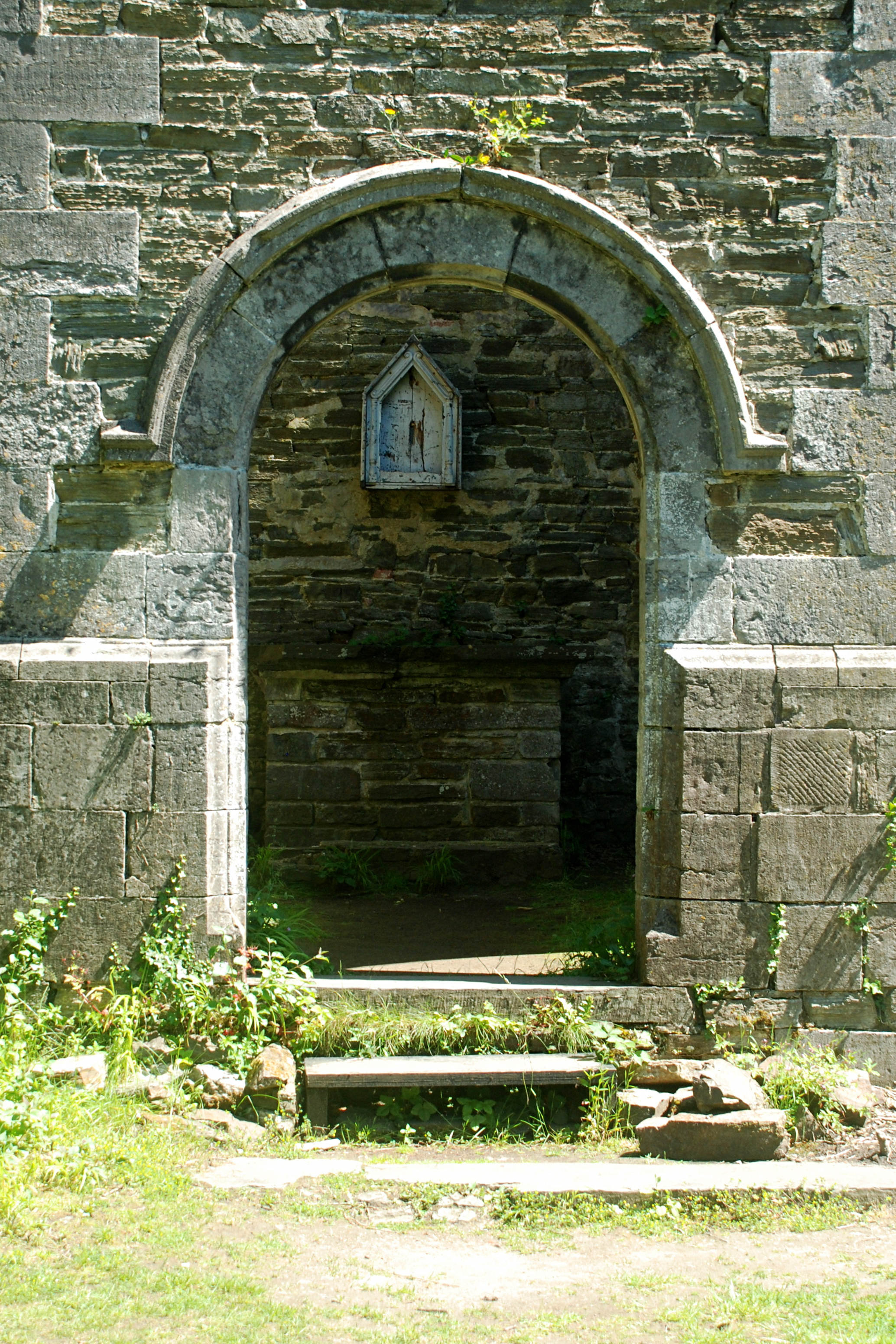
La porte cintrée.
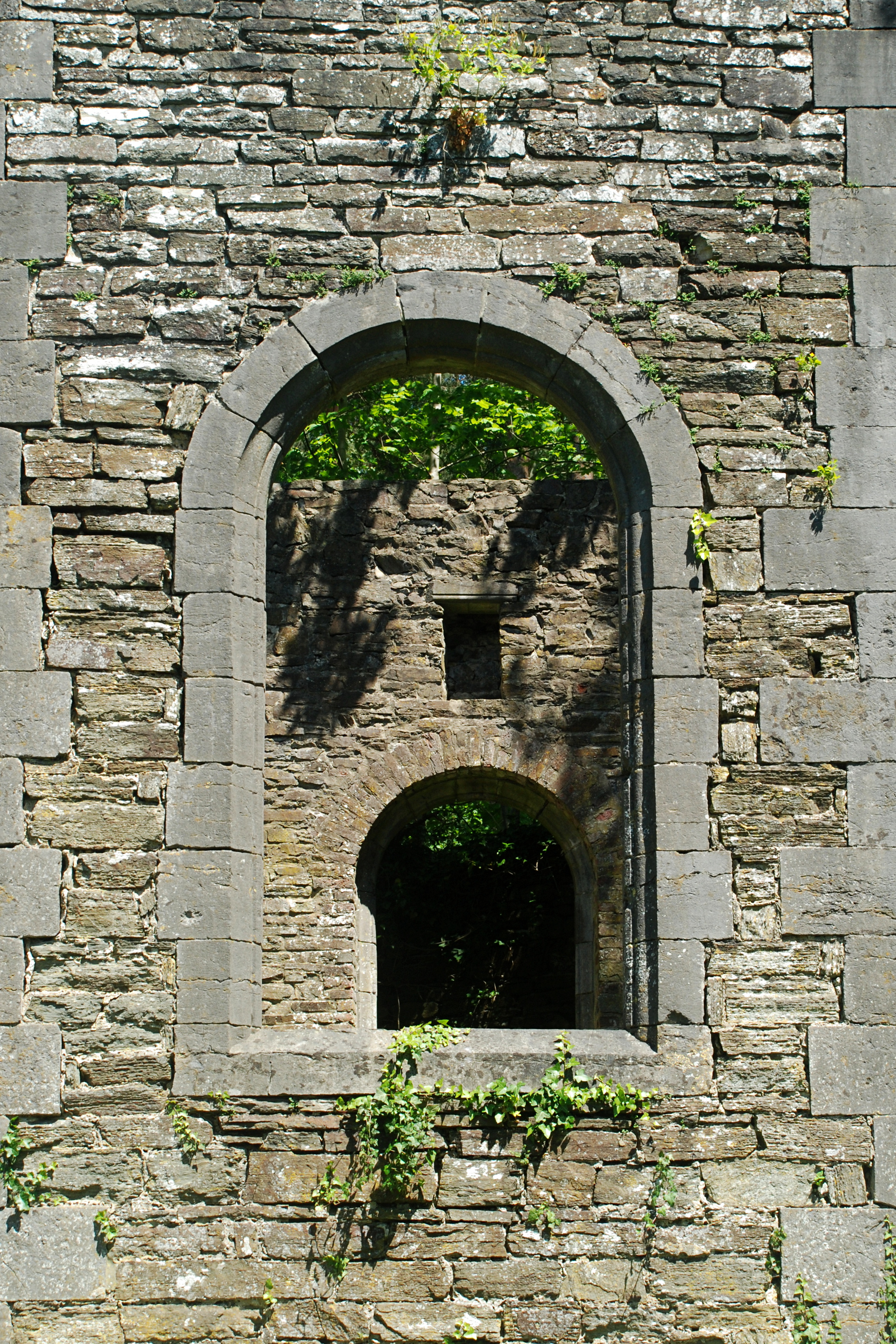
La fenêtre méridionale.